# Svartfotad buskblomfluga
Svartfotad buskblomfluga (Parasyrphus nigritarsis) är en tvåvingeart som först beskrevs av Zetterstedt 1843.  Svartfotad buskblomfluga ingår i släktet buskblomflugor, och familjen blomflugor. Arten är reproducerande i Sverige. Inga underarter finns listade i Catalogue of Life.